# Geomamgyeongseo-dong
Geomamgyeongseo-dong (koreanska: 검암경서동) är en stadsdel i staden Incheon i Sydkorea, 27 km väster om huvudstaden Seoul. Den ligger i stadsdistriktet Seo-gu.